# 11. hodina
11. hodina je celovečerní dokumentární film o stavu životního prostředí z roku 2007 sepsaný, vyrobený i uváděný Leonardem DiCapriem. Režírován byl Leilou Conners Petersen a Nadiou Conners a financován Adamem Lewisem, Pierrem André Senizerguesem a Doylem Brunsonem. O distribuci se postaral Warner Independent Pictures. Světová premiéra byla v roce 2007 na 60. Filmovém festivalu v Cannes (16.–27. května 2007) a oficiální vydání bylo 17. srpna 2007, v tom samém roce, kdy Mezivládní panel pro změnu klimatu (IPCC) Organizace spojených národů vydal čtvrtou hodnotící zprávu a rok poté, co vyšel dokumentární film Ala Gora Nepříjemná pravda (An Inconvenient Truth) o globálním oteplování.

## Děj
V dokumentu promluvilo více než 50 světových osobností a aktivistů, včetně bývalého vůdce Sovětského svazu Michaile Gorbačova, fyzika a matematika Stephena Hawkinga, nositelky Nobelovy ceny za mír Wangari Maathai a novináře Paula Hawkena. Hovoří o narůstajících globálních problémech a ničení životního prostředí. Mezi zmiňovaná témata patří: globální oteplování, odlesňování, hromadné vymírání druhů a vyčerpání biosféry oceánů. Prognóza filmu je, že budoucnost lidstva je velmi ohrožena.
Film ukazuje naději a možné řešení těchto problémů tím, že vyzývá k přijetí opatření směřujících k obnově, reformě a nové koncepci globální lidské činnosti prostřednictvím technologie, společenské zodpovědnosti a ochraně přírody. Vědci a aktivisté, mimo jiné například David Orr, David Suzuki, Paul Stamets a Gloria Flora ukazují možný pohled na novou, ale radikálně přetvořenou budoucnost, v níž lidstvo neničí planetu a životní systém, ale imituje přírodu a koexistuje s ní.

## Citáty
| „                   | Globální oteplování je v centru pozornosti, zaslouženě, ale zatímco se uhlík hromadil v atmosféře, hromadil se také v oceánu a jak běžel čas, odlesňování, eroze půdy, mizení mokřin a celá řada dalších problémů pokračovala bez přestání. Jsme postaveni před celou řadu krizí a všechny z nich mohou ohrozit náš život. | “ |
| — Leonardo DiCaprio | |   |

## Kritika
Patrick Moore, jeden ze zakládajících členů Greenpeace, který tuto organizaci ale později opustil a je nyní podporován Institutem nukleární energie, o filmu v článku Nevyhovující fakt (An Inconvenient Fact, Vancouver Sun, 29. srpna 2007) napsal, že „DiCapriův film je jen dalším příkladem zastrašovací taktiky proti těžbě dřeva“ a „velmi dobrou a jasnou připomínkou toho, jak je nutné držet hollywoodské podvodníky dál od vědy“.

## Výdělek
Film vydělal celkem 8 160 853 USD (cca 160 mil. Kč) na čtyřech místech v prvním týdnu po vydání.